# East Millinocket (Maine)
East Millinocket – miasto w Stanach Zjednoczonych, w stanie Maine, w hrabstwie Penobscot.